# St. Louis to Liverpool
St. Louis to Liverpool è un album in studio del cantante statunitense Chuck Berry, pubblicato nel 1964 sotto l'etichetta Chess Records.

## Tracce
1. Little Marie
2. Our Little Rendezvous
3. No Particular Place to Go
4. You Two
5. Promised Land
6. You Never Can Tell
7. Go Bobby Soxer
8. Things I Used to Do
9. Liverpool Drive
10. Night Beat
11. Merry Christmas Baby
12. Brenda Lee

## Singoli
- No Particular Place to Go
- You Never Can Tell
- Little Marie
- Promised Land